# The Call of the Wild (1923)
The Call of the Wild é um filme mudo de aventura norte-americano de 1923. Foi dirigido por Fred Jackman e baseado no romance homônimo, publicado em 1903 por Jack London. The Call of the Wild, que estrelou Jack Mulhall, também marcou a estreia das atrizes-mirins Peggy Ahern e Lassie Lou Ahern. O filme encontra-se conservado no Museu de Arte Moderna, em Nova Iorque.